# パンドラム
『パンドラム』（Pandorum）は、2009年のドイツ・アメリカ映画。ドイツの新鋭監督であるクリスチャン・アルヴァートによるSF映画で、ポール・W・S・アンダーソンらがプロデュースした。

## ストーリー
西暦2174年。増大した人口に悩む人類は荒廃した地球を捨て惑星タニスへ移住する計画を立てており、選ばれた者を宇宙船エリジウムに乗せ旅立たせた。
時が経ち、コールドスリープから目覚めたバウアー伍長だが、記憶障害を起こしており状況が把握できない。自身の正体や目的すら不確かな中で船内を探索していると、ペイトン中尉がコールドスリープから目覚める場面に遭遇するが、彼も記憶障害を起こしていた。他のクルーの姿が全く見えず司令室のドアも開かない異常事態の中、原子炉の不調に気付いたバウアー伍長は、ブリッジに残ったペイトン中尉のサポートを受けつつ船内を探索することにする。
通気ダクトをなんとか通り抜けたバウアー伍長は謎の女（ナディア）に襲撃されるが、彼女は自分たちに迫る別の気配に気付いてその場を離れる。直後、近くにあった死体が姿を消し、バウアー伍長が気配を追っていくと、その正体は人間を喰らう化物（ハンター）だった。恐怖のあまりペイトン中尉に弱音を吐くバウアー伍長だが、自分達の目的や妻の存在を思い出したことで奮起する。
近くにあった武器庫で暴動鎮圧銃を手に入れたバウアー伍長は、原子炉へと向かう途中で罠に掛かった生存者、シェパードと遭遇する。シェパードはハンターについて忠告しその場を去ろうとするが、その先には迫ってくるハンターの姿が見える。2人は姿を隠すがシェパードは捕まってしまい、逃げ出したバウアー伍長も罠に掛かって身動きが取れなくなってしまう。幸いにもバウアー伍長は農場従事者の男（マン）に助けられ難を逃れるが、彼は英語が話せないため会話ができず、その場で別れて移動を再開する。
コンテナ室で再びナディアに襲撃されて格闘していると、先程別れたマンが現れて2人で戦い始める。バウアー伍長は威嚇射撃で戦いをやめさせ、互いに協力するように諭す。マンは協力する意思を示し、ナディアも宇宙船から脱出するため仕方なく協力することを決める。3人はクルー用の睡眠カプセル室でのハンターの襲撃から逃れると、貨物室でコックを名乗る男（リーランド）と出会い、船内で起きた出来事を知らされる。
司令室に地球からの最後の通信があり、地球の消滅を知った3人のクルーがいたこと。その内の1人がパンドラムを発症して他の2人を殺害し、船の支配者となったこと。彼はコールドスリープから目覚めさせたクルー達で命を賭けたゲームを始め、その最中にハンターが生まれたこと。
リーランドにガスを吸わされた3人は気を失い、気が付くと拘束されていた。3人を食料にしようとするリーランドだが、原子炉を再起動しなければもう船が持たないというバウアー伍長の言葉を信じて3人を解放、同行する。たどり着いた原子炉はハンターの巣になっていたが、バウアー伍長とナディアは原子炉の再起動に成功する。しかし、リーランドは2人を見捨てて通路を封鎖し、マンはハンターに殺されてしまう。
一方で、天井裏から現れたギャロ伍長と名乗る男を助けていたペイトン中尉は、精神的に不安定なギャロ伍長に精神安定剤を投与しようとして揉み合いになり、逆にギャロ伍長に抑え込まれ安定剤を投与されてしまう。しかし実際にはギャロ伍長とのやり取りは全てペイトン中尉が見た幻覚であり、彼に注射を打ったのは彼自身であった。安定剤によって記憶障害から回復したペイトン中尉は態度が豹変、ブリッジに辿り着いたリーランドを問答無用で殺害し、ドアを開けた司令室に向かう。
ナディアと共に命からがら司令室に到着したバウアー伍長は記憶を取り戻しており、ペイトン中尉を名乗る男が別人であることに気付いていた。男の正体はギャロ伍長であり、パンドラムを発症して船の支配者となったのも彼だった。ギャロ伍長はパンドラムを発症しつつあるバウアー伍長を精神的に揺さぶるが、バウアー伍長は必死に抵抗する。
その頃、司令室のガラスから外を見つめていたナディアは、生物が泳いでいる様子を目にしていた。既にエリジウムはタニスに到着しており、海へ不時着した後で海中に沈んでいたのだ。格闘の末、パンドラムを発症したバウアー伍長はハンターが侵入する幻覚を見て、壁に暴徒鎮圧銃を撃ってしまう。その結果、司令室のガラスが割れて海水が流れ込んでくる。
正気に戻ったバウアー伍長はナディアを連れて司令室から脱出し、射出機能を作動させて睡眠カプセルに入る。射出された睡眠カプセルが海面に到達すると、次々と他のカプセルも姿を見せ始めた。

## 登場人物
バウアー伍長
演 - ベン・フォスター、日本語吹替 - 加瀬康之
エリジウムのフライトチーム5のクルー。睡眠カプセルに入っていたが、突然目覚めた。少し後に目覚めたペイトン中尉と協力し、原子炉の不調を直すために行動する。単身で通気ダクトを通って睡眠カプセル室を出て船内を移動、途中で出会ったナディアやマンと共にハンターに狙われる。リーランドの話や睡眠カプセルの残骸などから真実に気付き、ペイトン中尉が別人であることを思い出す。パンドラムによる幻覚がキッカケで司令室のガラスを破壊してしまうが、大量の海水で浸水していく船内からナディアと共に睡眠カプセルで脱出し、他の生存者達と共に人類の新たな故郷タニスで生きていく事になる。
ペイトン中尉
演 - デニス・クエイド、日本語吹替 - てらそままさき
エリジウムのフライトチーム5のクルー。睡眠カプセルに入っていたが、バウアー伍長が目覚めた数時間後に突然目覚めた。単身で行動するバウアー伍長をブリッジからサポートする。沈着冷静で指導力のある士官だが、天井裏に現れたギャロ伍長を助けて以降、彼の言葉によって精神が不安定になっていく。
ナディア
演 - アンチュ・トラウェ、日本語吹替 - 甲斐田裕子
エリジウムに乗船していた女性科学者。地球の生態系を保存しているラボの管理を担当していた。バウアー伍長よりも半年ほど早く目覚めており、船内のハンターを巧みにかわしながら生き抜いてきた。バウアー伍長に協力して戦い、共に船から脱出した。
マン
演 - カン・リー、日本語吹替 - 小松史法
エリジウムに乗船していた農業従事者。英語が喋れないため他の登場人物とは会話が成立せず、ジェスチャーを交えて意思表示している。ハンターに襲われていたバウアー伍長を助け、以降は彼に協力する。仲間がピンチの際に率先して囮になる勇敢な男。ハンターと互角に戦えるだけの格闘能力を持っておりハンターリーダーを倒すが、子供のハンターに油断したところノドを切り裂かれて死亡した。
リーランド
演 - エディ・ローズ、日本語吹替 - 後藤哲夫
貨物室に隠れていた自称コック。かなり前に目覚めたようで、ギャロ伍長の事情や所業を知っている。生きるために他の生存者を捕まえて食料にしておりバウアー伍長達も食おうとするが、船の原子炉が限界にきている事を知らされ協力する。ブリッジに無事にたどり着くが、遭遇したペイトン中尉によって殺害される。
シェパード
演 - ノーマン・リーダス、日本語吹替 - 志村知幸
エリジウムのフライトチーム6のクルー。罠に掛かっていたところをバウアー伍長に救出される。ハンターについて多少の知識を持っていたが、隠れているところをハンターに引きずり出され犠牲になった。
ギャロ伍長
演 - キャム・ギガンデット、日本語吹替 - 浪川大輔
エリジウムのフライトチーム4のクルー。当直時に地球の消滅を知らせる通信を受信した事でパンドラムを発症し、同じチームの上官2人を殺害、船の支配者となった。完全に狂人と化しており、目覚めさせたクルーを使った残虐なゲームを楽しんでいたが、途中で飽きたため再び眠りに着いたと言われている。ペイトン中尉の正体であり、作中で登場する若いギャロ伍長は現在の彼が見ている幻覚である。

## 用語等
宇宙船エリジウム
2174年に惑星タニスへ向かって地球を出発した巨大な恒星間移民船で、約6万人が乗船している。ワープなどの超光速推進システムは搭載していない。原子炉を動力源とした推進システムで通常宇宙空間を航行しており、惑星タニスに到着するまで123年もかかるため、クルーは当直3人を除き全員が睡眠カプセルに入り、2年おきに交代して船を管理する体制となっている。バウアー伍長達は未だ航海の途中だと思っていたが、既に惑星タニスの海に不時着しており、海中に沈んでいた。最後は正常に機能している睡眠カプセルを射出し役目を終える。最終的な生存者は1213人。
パンドラム
正式な名称は軌道機能障害で、宇宙船の乗員が不安やストレスなどで発症する精神疾患。手の震えに始まり、最終的には妄想にとりつかれ狂人と化す。場合によっては船と乗員に重大な結果をもたらす事もある。
惑星タニス
エリジウムの目的地で、2174年当時の最新型宇宙船で地球から123年かかる距離にある地球型惑星。バウアー伍長が幼い頃に無人探査機が到着して詳細が判明し、大ニュースとなった。滅亡に瀕した地球社会を救う唯一の希望として、タニスへの大規模な移民計画が開始されている。
ハンター
エリジウムの船内で繁殖し、乗員を襲って食料にしているヒューマノイド生命体。体毛は無く、青い白い体に鋭い牙、人類を遥かに凌ぐ強靭な肉体と生命力を持つ。作中で明確な正体は明かされていないが、バウアー伍長達は「長期睡眠中に摂取した薬品の副作用で突然変異した乗員たちの子孫ではないか」と推測している。なお名称も作中では登場しておらず、「ハンター」とはエンディングのスタッフロールに役名として出ている名称である。
睡眠カプセル
超長期の宇宙飛行をする船の乗員のための一種のコールドスリープ装置。老化を数百年間も止められるほど高性能だが、目覚めた後は一時的な記憶の混乱が生じる場合がある。脱出ポッドを兼ねており、船外へ射出できる。
地球
人類の故郷。資源の枯渇と環境汚染が深刻化しており、防護服無しでは外出も出来ないような状況になっている。人類は恒星間移民に一縷の望みを託しエリジウムを送り出すが、「残ったのは君達だけだ、幸運を祈る。神のご加護を」との通信をエリジウムに送った直後、何らかの理由で消滅した。
宇宙船エデン
作中で語られる長距離用宇宙船。クルーの1人がパンドラムを発症して狂い、結果として乗船していた5000人が全滅した事件で有名とされている。